# 2e bataillon de volontaires du Morbihan
Le 2e bataillon des volontaires nationaux du Morbihan, était une unité militaire de l’armée Française créé sous la Révolution française. Il fut également appelé plus simplement 2e bataillon du Morbihan.

## Création et différentes dénominations
Le 2e bataillon des Volontaires du Morbihan est formé à 8 compagnies et 1 compagnie de grenadiers du 1er au 17 janvier 1792 à Vannes.
- Compagnie de grenadiers
- 1re compagnie d'Hennebont et du Faouët
- 2e compagnie de La Roche-Bernard
- 3e compagnie d'Auray et Pontivy
- 4e compagnie d'Hennebont
- 5e compagnie de Vannes
- 6e compagnie d'Hennebont
- 7e compagnie de Rochefort
- 8e compagnie de Josselin

Lors de la première réorganisation de 1794, le 2e bataillon de volontaires du Morbihan ne fut pas amalgamé.
Lors de la seconde réorganisation le 21 décembre 1796, le 2e bataillon de volontaires du Morbihan est amalgamé avec 
- la 19e demi-brigade légère (19e bataillon de chasseurs à pied, 8e bataillon de volontaires des Vosges et 7e bataillon de volontaires de la Manche)
- le bataillon de chasseurs de Saône-et-Loire
- le 2e bataillon de chasseurs réunis
- le bataillon de chasseurs de Paris également appelé bataillon de chasseurs républicains des Quatre-Nations
- le bataillon de chasseurs de la Charente
- le 6e bataillon de volontaires de Paris pour la Vendée
- le 5e bataillon de volontaires de Paris également appelé 5e bataillon Saint-Laurent ou 5e bataillon Saint-Martin
- le 11e bataillon de volontaires de Paris également appelé 11e bataillon de volontaires de la République
- le 5e bataillon de la formation d'Orléans
- la compagnie de chasseurs d'Évreux
- la compagnie franche de grenadiers des Côtes-du-Nord

pour former la 6e demi-brigade légère de deuxième formation qui deviendra par l'arrêté du 1er vendémiaire an XII, le 6e régiment d'infanterie légère

## Historique des garnisons, combats et batailles
- 21 juillet 1792 : Le 2e bataillon des volontaires du Morbihan est formée et quitte l'île d'Aix avec un convoi d'environ 8 000 hommes, à Saint-Domingue pour renforcer les troupes combattants la Révolution haïtienne.
- Le régiment est déployé dans le département du Nord et occupe le poste avancé sur la frontière espagnole à Ouanaminthe, avec le 3e bataillon de volontaires du Pas-de-Calais.
- Participant à toutes les opérations contre les insurgés, il est décimé par les combats mais en particulier par la maladie, qui fait des ravages.
- Le 2e bataillon de volontaires du Morbihan reçoit, en mai, des renforts. Sur les 400 hommes envoyés, le 1er bataillon de volontaires du Morbihan, également décimé, fourni 29 hommes.
- Le 31 mai 1793, le commandant Jean-Marie Debray, du 1er bataillon, indique dans un courrier : « Depuis un mois, nous avons éprouvé 3 tremblements de terre des plus rigoureux. A l'un d'eux, un vase haut de 20 pieds, qui couronnait une fontaine publique, est tombé et a tué une négresse et blessé d'autres. La police a condamné plusieurs maisons. Il en est peu qui n'aient été couleuvrées ». 
Il indique également que la veille, le 30 mai, « qu'Ouanaminthe était pris, que 18 volontaires avaient passé à l'Espagnol. C'est une fausseté, pour alarmer les habitants ». 
Toutefois il se contredit, car la fin de courrier il indique : « Ouanaminthe, poste que nous avons sur la frontière espagnole, est investie par les Espagnols et les Brigands[1] ».
- Du 20 au 22 juin 1793 lors de la bataille du Cap-français il est à supposer qu'une partie du bataillon combattra, et qu'une autre partie, malade, verra les hommes qui sont à l'hôpital, vraisemblablement périrent comme tant d'autres, lors de l'incendie et du pillage de la ville ou massacrés par les esclaves rebelles.
- Le 22 juin, les rescapés du 2e bataillon réussissent à embarquer à bord du navire Louise qui les transporte à Norfolk aux États-Unis.
- En octobre 1793, à Baltimore, le 2e bataillon de volontaires du Morbihan embarque pour la France.
- Le 2 novembre 1793, le bataillon arrive à Brest.
- En pluviôse an II, le bataillon est complété par incorporation de 400 à 500 volontaires.

## Personnalités
- Pierre Jules César Guyardet simple volontaire puis lieutenant et lieutenant-colonel en second